# Grafkapel Rutten

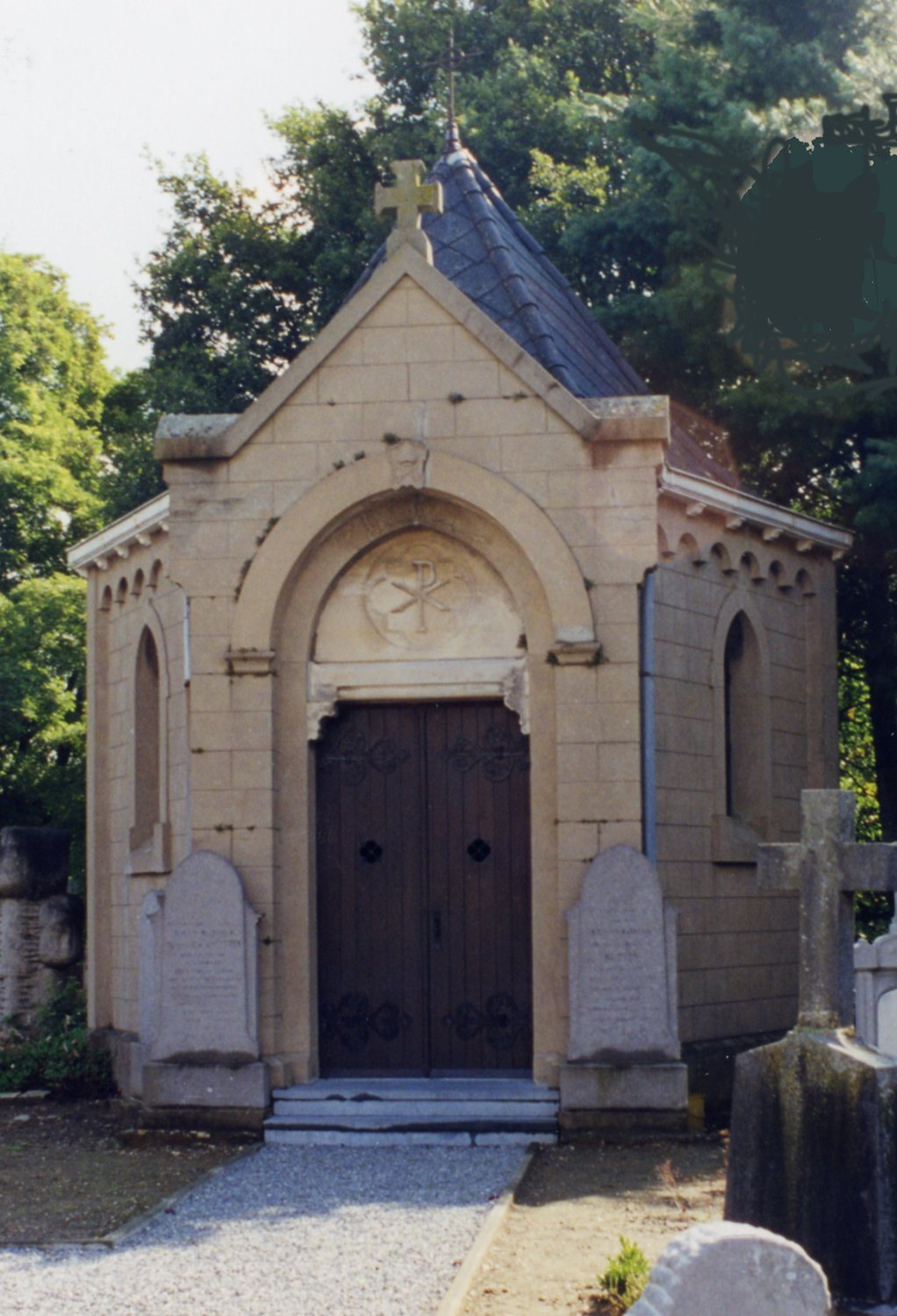

De Grafkapel Rutten is de grafkapel van Martin-Hubert Rutten, die van 1902-1927 de eerste Nederlandstalige bisschop van het bisdom Luik is geweest. Ze is gelegen op een oude begraafplaats, nabij de Pastorijstraat te Geistingen, waar deze bisschop geboren is.
Toen in 1837 de afbraak begon van de oude Sint-Lambertuskerk bleef het koor bewaard en dit werd verbouwd tot een achtzijdige kapel die gewijd was aan Sint-Barbara.
In 1905 kreeg bisschop Rutten toestemming om de kapel als grafkapel in te richten voor hem en zijn broer, Hendricus Hubertus Rutten, die kanunnik was. Hierop werd de kapel gerestaureerd en het kerkhof ommuurd.
Op 23 juli 1927 werd de bisschop begraven. Zijn broer volgde in 1929. Op de grafstenen staat de tekst: resurrectionem expectant (de herrijzenis verwachtend). In het plafond vindt men een afbeelding van een duif, de Heilige Geest voorstellend, die afkomstig is uit de oude kerk en in 1765 vermeld. 
De kapel werd in 2005 geklasseerd als beschermd monument.